# کلادیو پاتز
کلادیو پاتز (انگلیسی: Claudio Pätz؛ زادهٔ ۱ ژوئیهٔ ۱۹۸۷) ورزشکار کرلینگ اهل سوئیس است.